# Сваловичі

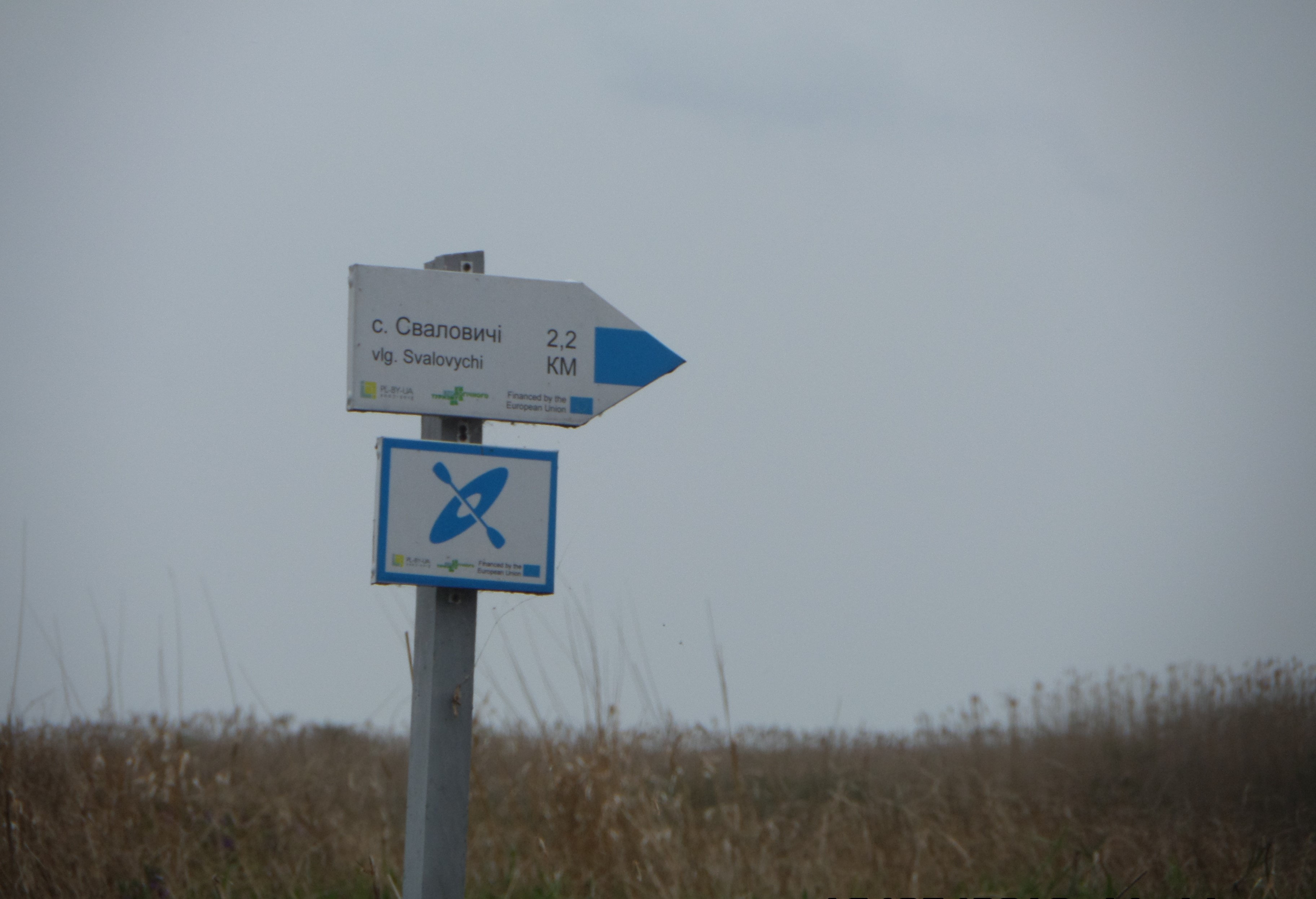
У трьох-чотирьох метровому очереті та багаточисельних рукавах ріки у пригоді мандрівникам стають вказівники

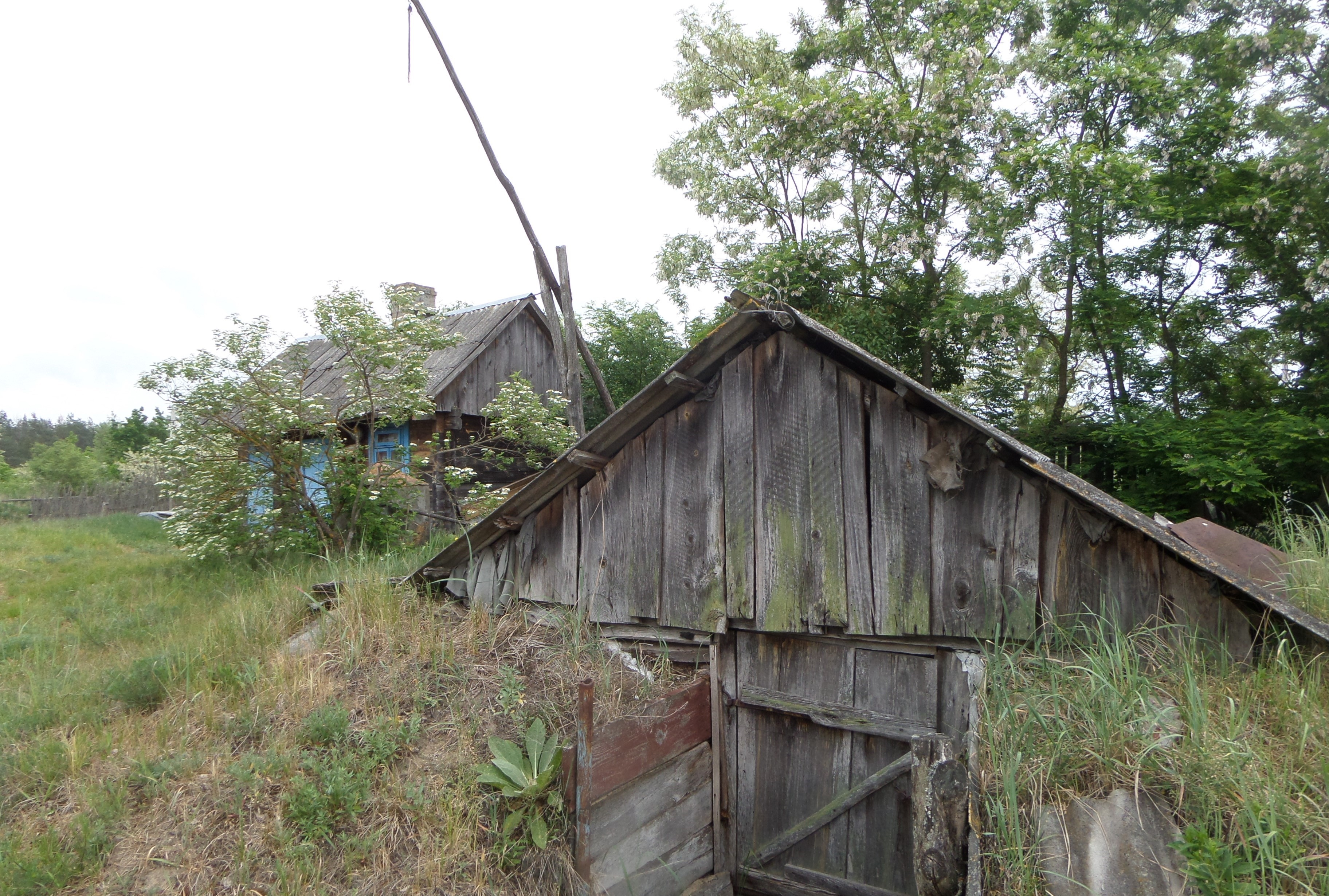
Закинуті хати села

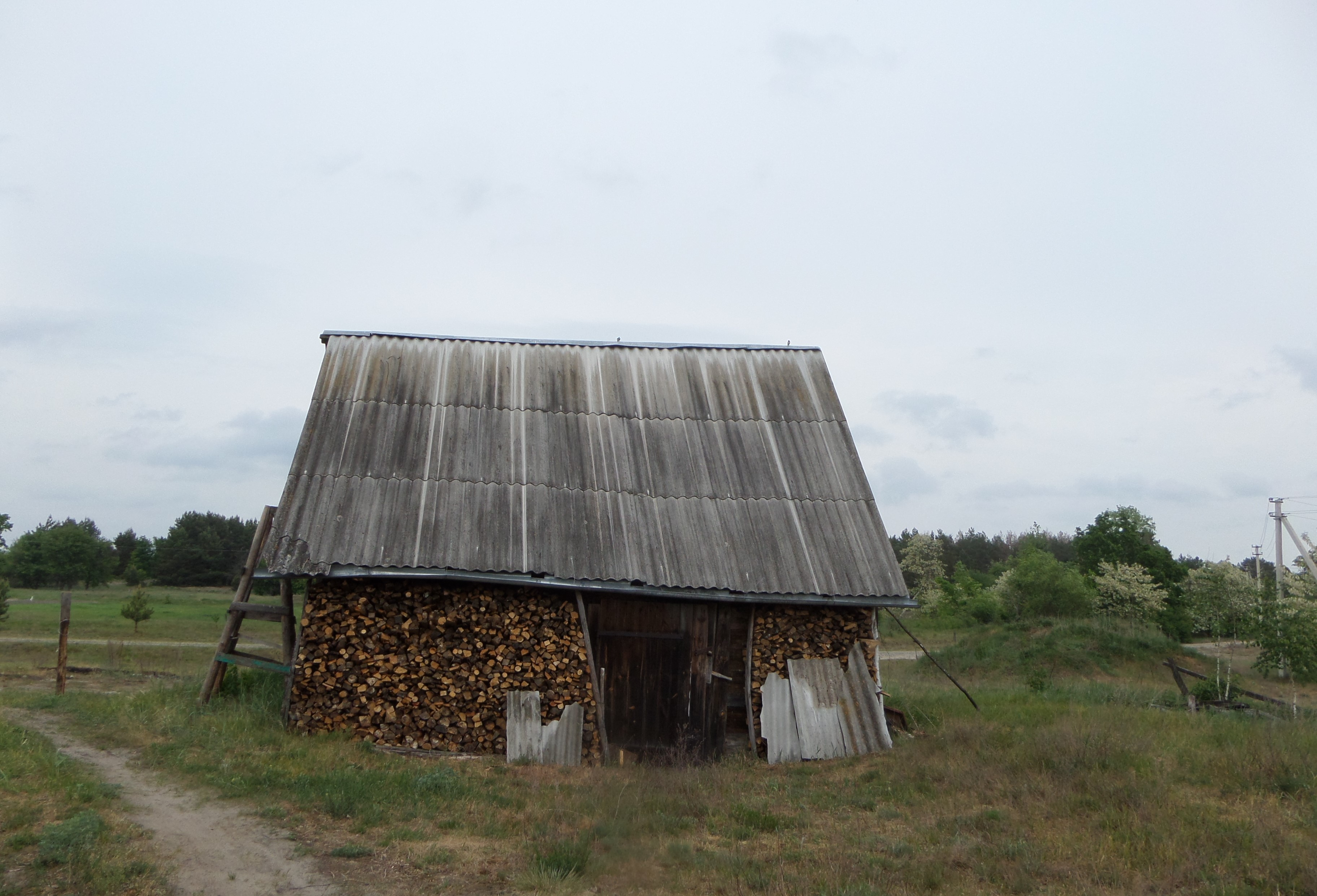
Закинуті двори села

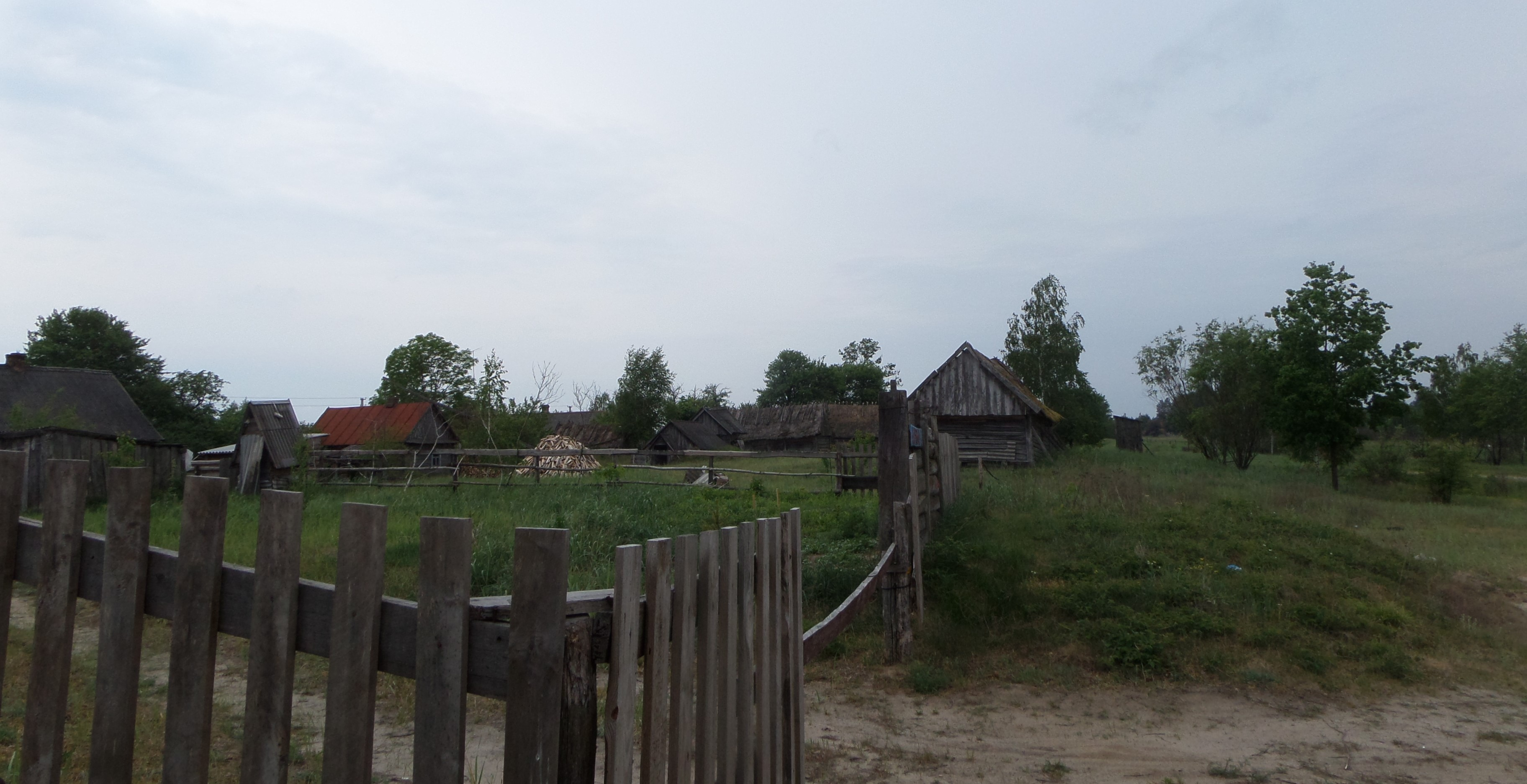
Вулиця села

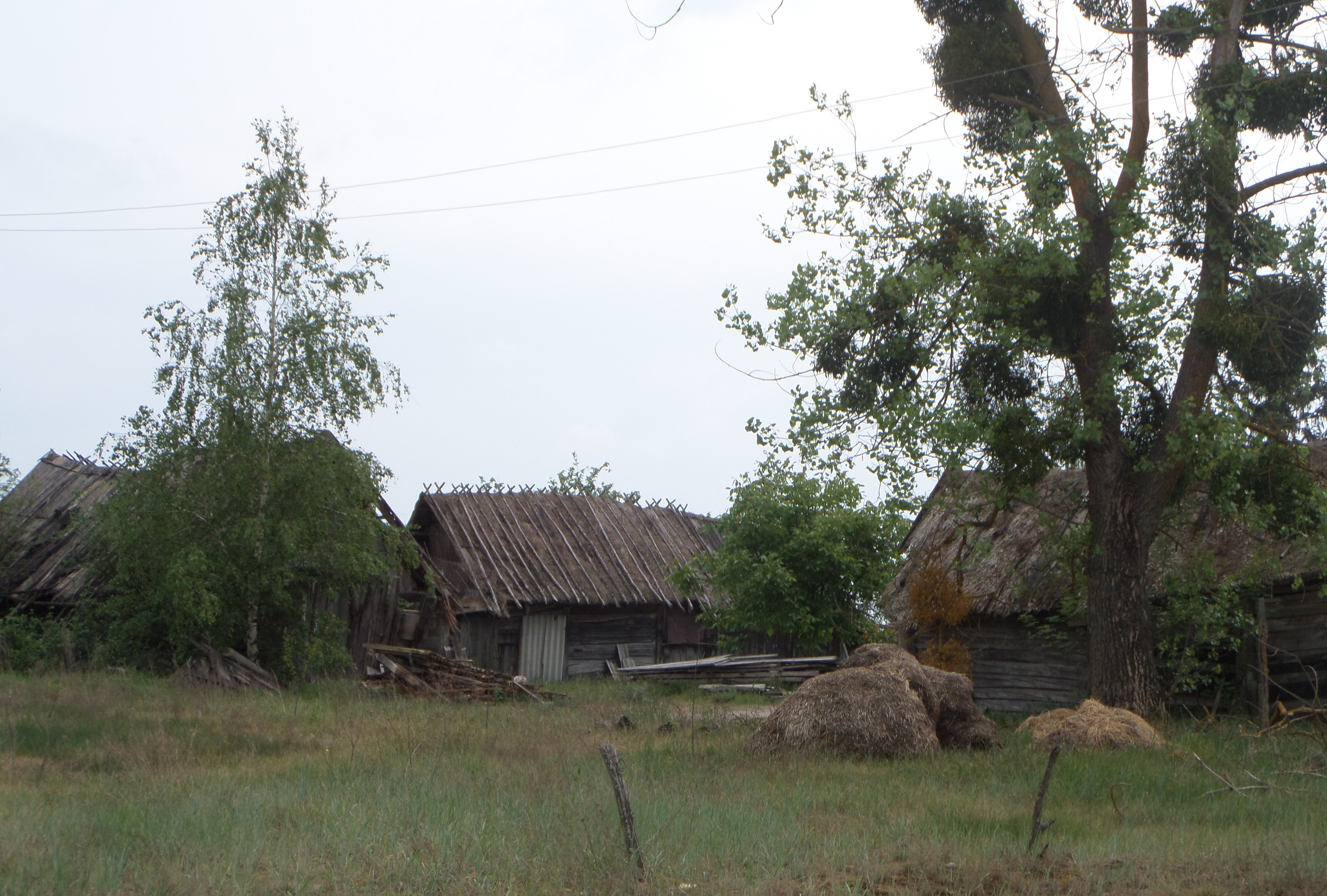
Господарчі будівлі господарств села Сваловичі

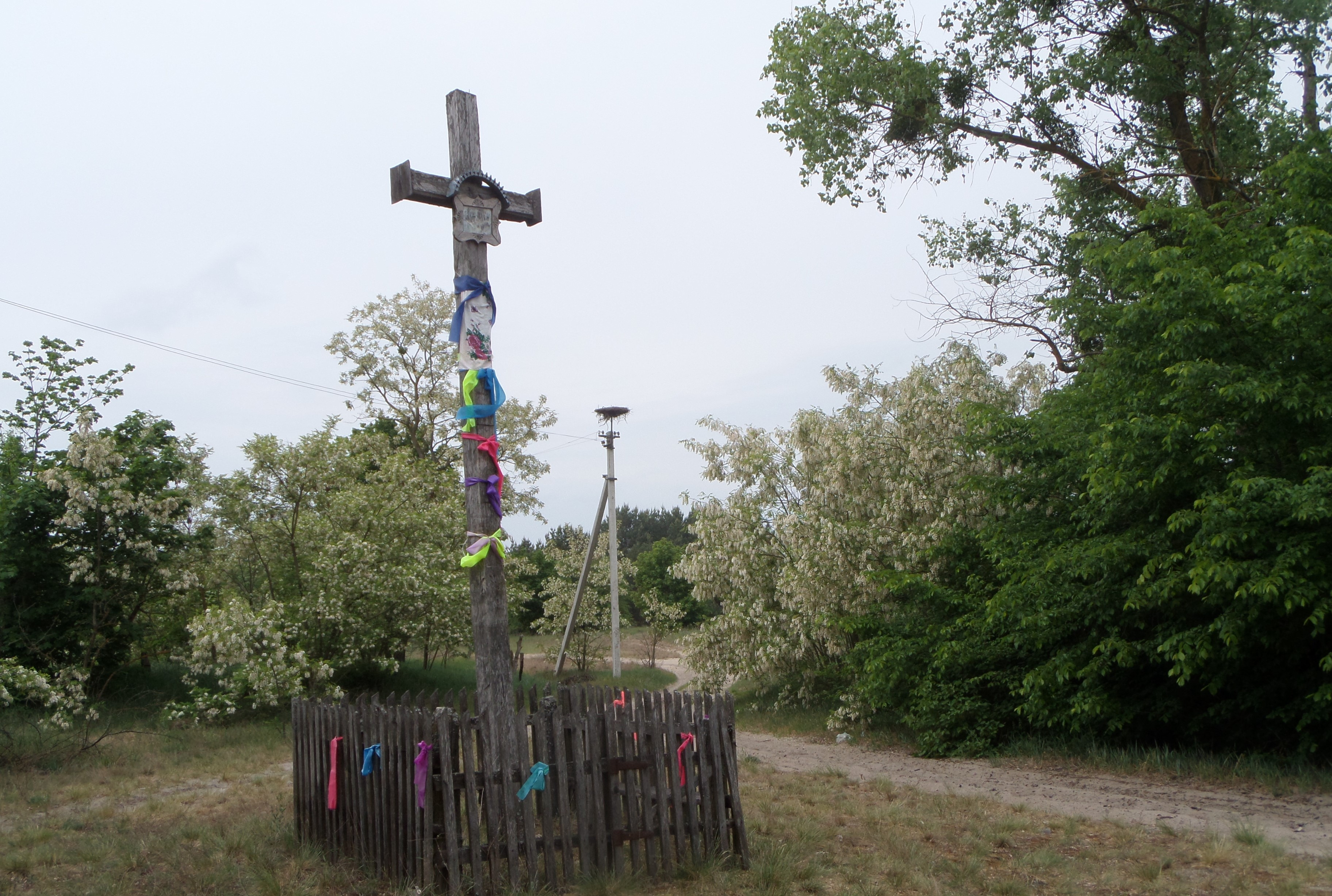
Хрест, що став місцем зібрання жителів Сваловичів

Свало́вичі — село в Україні, у Любешівській селищній громаді Камінь-Каширського району Волинської області.
Населення становить 18 осіб на 2019 рік та стрімко скорочується. Орган місцевого самоврядування — Любешівська селищна громада.

## Географія
Біля села розташована найнижча точка Волинської області – в долині р. Прип'ять, біля устя р. Стохід і піднімається на 139 м над рівнем моря. Клімат села — помірно континентальний.

## Історія
До Другої світової війни в селі було 300 хат.
Під час Другої світової війни село повністю спалили нацисти, через перебування тут совєцьких диверсійних груп. Але воно відродилося у такому ж автентично-дерев'яному стилі, до якого звикли ще прадіди селян.
До кінця 1970-х у селі діяла початкова школа. Після того школярі плавали річкою Прип'ять 5 км проти течії до села Бучин, де була школа. Із 2000-х у селі немає дітей. У 2000-ні покинуті хати скуповували дачники із Любешова та Луцька.
До 10 серпня 2017 року село належало до Хоцунської сільської ради, потім до Любешівської селищної громади.

## Населення
Згідно з переписом УРСР 1989 року чисельність наявного населення села становила 107 осіб, з яких 48 чоловіків та 59 жінок.
За переписом населення України 2001 року в селі мешкали 62 особи. 100 % населення вказало своєю рідною мовою українську мову.
Населення у 2004 році становило 65 осіб, а у 2006 році вже 48 осіб у 32 будинках.
Станом на 2015 рік населення скоротилося до 20 осіб.
Станом на 2019 рік населення складає 18 осіб.

## Зйомки кіно
У 2017 році в селі розпочалися зйомки художньої стрічки «Пофарбоване пташеня». Спільне її виробництво здійснюють Україна і Чехія. Разом із зірками Голлівуда акторами фільму стали й жителі Сваловичів.

## Публікації
- Не село, а… музей. Газета «Віче». 11-17 листопада 2011 р., с. 8.